# 庆丰镇 (贵港市)
庆丰镇，是中华人民共和国广西壮族自治区贵港市港北区下辖的一个乡镇级行政单位。

## 行政区划
庆丰镇下辖以下地区：
新圩村、六松村、太同村、思平村、高桥村、覃山村、鄱岭村、太兴村、青岭村、夏里村、新塘村、石卓村、白塘村、延塘村、联塘村、河龙村、鹤林村、中龙村、杨林村、万新村、都炉村、东碑村和罗碑村。